# Unió Popular Hongaresa
Unió Popular Hongaresa (hongarès: Magyar Népi Szövetség, MNSz; romanès: Uniunea Populară Maghiară, UPM) fou un partit polític dels hongaresos de Romania d'ideologia esquerrana, actiu entre 1934 i 1953. Fins a 1944 fou anomenat Unió de Treballadors Hongaresos de Romania (Magyar Dolgozók Országos Szövetsége o Uniunea Oamenilor Muncii Maghiari din România, generalment conegut amb l'acrònim MADOSZ).
El setembre de 1932 una facció del Partit Magyar va crear un moviment dissident al voltant del setmanari de Cluj-Napoca Fálvak Nepe ("Lumea satelor" o "El món dels pobles"). En juny de 1933, aquest moviment es transformà en Oposició Magiar (Opoziţia Maghiară), el lideratge de la qual incloïa membres del Partit Comunista Romanès (PCR). Els comitès locals de l'Oposició organitzats al voltant de la revista de Cluj Nepákarat ("Voinţun poporului" o "La voluntat del poble") a començaments de setembre de 1933, van convertir-se en comitès del nou MADOSZ.
La MADOSZ es creà formalment el 20 d'agost de 1934 a Târgu Mureş. El programa de partit exigia defensar la pagesia dels alts impostos, la fi dels abusos contra els productors de raïm, combatre plegats amb els treballadors romanesos ètnics en demandes específiques, i respecte per les llibertats i drets democràtics. Sándor Szepesi serà el seu president de 1934 a 1937, mentre Kurkó Gyàrfás ho fou de 1937 a 1938. Altres membres notables foren Imre Gál, Lajos Mezei, Ió Vincze i László Bányai. D'abril a novembre de 1934, la seva publicació oficial era Székelyföldi Néplap ("Gazeta populară din secuime" o "Gaseta Popular Székely").
MADOSZ es trobava sota la influència del PCR. En la caiguda de 1934, va crear comitès d'acció per a entrenar en rebel·lió tota la població sencera de la vall de Ghimeş Vall, una acció que contra l'estat romanès. Va col·laborar amb les organitzacions formades pels comunistes, i es declarà contrària al feixisme i a l'irredentisme de Miklós Horthy. Com tots altres partits polítics romanesos, MADOSZ va ser dissolta en 30 de març de 1938.
Després del cop d'estat del rei Miquel I de Romania el 23 d'agost de 1944, nombrosos seguidors d'Horthy va entrar a la MADOSZ. Sota l'escut protector de democràcia, van emprendre moltes accions desestabilitzadores, particularment a Transsilvània. El 16 d'octubre de 1944 se celebrà la Conferència de Brașov i la MADOSZ es transformà en Unió Popular Hongaresa, que reconeixia el paper primordial del PCR. Va obtenir 29 escons a les eleccions legislatives romaneses de 1946. El partit va donar suport als governs formats des del 6 de març de 1945 cap endavant, demanant l'autogovern de la minoria hongaresa. Es va dissoldre en 1953.